# 바니 칼훈
바니 칼훈(Barney Calhoun)은 하프라이프: 블루 쉬프트의 주인공이자 고든 프리맨의 친구이며, 하프라이프와 하프라이프 2, 확장팩인 에피소드 1에 등장하는 캐릭터이다. 하프라이프를 시작하면 고든이 궤도 열차를 이용하는 중 문을 두드리는 경비원이 보이는데 그가 바니 칼훈이다. 블루 쉬프트를 플레이할 땐 바니의 관점에서 연구복을 입은 고든을 볼 수 있다.
그리고, 하프 라이프의 스토리 작가 Marc Raidlaw에 따르면, 자신이 하프 라이프 2에 등장시킨 바니는 블루 쉬프트의 바니가 아니고 그저 수많은 경비원들 중 한 명이라고 한다. 또한, 하프 라이프의 확장팩들은 아직 그 스토리가 공식인지 공식이 아닌지 확정되지 않은 상태이며, 그렇기 때문에 시나리오 작가가 하프 라이프의 이후 시리즈에 확장팩에 나왔던 것들을 등장시키냐 마냐에 따라서 확장팩의 스토리가 공식인지 아닌지, 또한 블루 쉬프트의 바니가 하프 라이프 2의 바니와 동일 인물인지, 아니면 그저 확장팩 안에서만 존재하는 캐릭터인지가 갈린다고 한다.

## 상세
바니는 하프라이프 2에 등장하는 인물인 아이작 클라이너와 알게 되어 그를 통해 C구역 3번지역의 특수 물질 연구소의 보안을 담당하는 보안 요원이되어 블랙 메사 연구소에서 일했었다. 고든과는 맥주를 통해 사귄 친구 사이이다.

### 하프라이프: 블루 쉬프트
그는 G 구역으로 향하던 중 대공명 현상에 휘말려 사고를 당하게 되고, 그때부터 연구소를 빠져나가기 위해 고군분투를 하게 된다(이때 처음 G맨을 보게 된다). 대공명 현상과 연관된 인물인 로젠버그 박사의 도움으로 포털을 통해 블랙메사를 탈출한다. (G맨은 바니 칼훈을 고용하려고 했지만, 그가 탈출하는 바람에 실패한다.)

### 하프라이프 2
여기에 나오는 '바니 칼훈' 은 하프라이프 블루쉬프트의 '바니 칼훈'과 다른 인물이다. 참고로 하프라이프에 등장하는 모든 경비원의 별명이 '바니'이다.
첫 등장은 노바 프로스펙트로가는 열차를 탈 뻔한 고든을 빼내고 자신을 밝힌다. 그 뒤 고든을 급하게 내보낸 다음 아이작 클라이너의 실험실에서 다시 만난다. 고든이 텔레포트의 실패로 실험실 밖으로 간 뒤 그에게 크로우바를 준다.
그 뒤 소식이 없다가 콤바인 텔레포트 챕터 마지막에서 클라이너 박사와 교신에서 그를 볼 수 있다. 반시민에게 저격수들에게 둘러싸여 있다는 소식을 들은 고든이 구해주면서 같이 싸우다 헤어진다.

### 하프라이프 2:에피소드 1
고든에게 도심비행 챕터 중반에 고든에게 크로우바를 주고 보낸 다음 17번 지구 챕터에서 고든과 만나 시민들을 보호하면서 고든과 알릭스 밴스가 시간을 끄는 사이 시민들과 열차를 타고 17번 지구를 빠져나간다.(그러나 그 후에 포탈 폭풍으로 현재로선 생사가 불분명하다.)